# Petr Aleut
Svatý Petr Aleut (rodným jménem Cungagnaq, datum narození neznámé, asi 1800 – 1815, San Francisco) je pravoslavný mučedník, umučený katolíky, protože odmítl konvertovat ke katolictví na příkaz španělských hodnostářů. 
Pocházel z ostrova Kodiak (Alutiiq nebo Sugpiaq) a přijal křestní jméno Petr, když byl pokřtěn do pravoslavné víry mnichy misionářů svatého Hermana působícího na severu Aljašky. 
Byl zajat španělskými vojáky poblíž osady San Pedro a poté mučen a zabit na popud římskokatolických kněží buď tam, nebo na nedalekém místě. V období jeho umučení byla Kalifornie španělským územím a Španělsko se obávalo ruských kolonizátorů a jejich případného postupu na jih od ruské Aljašky. Hubert Howe Bancroft ve své vícesvazkové historii Kalifornie pouze poznamenává, že v souvislosti s incidentem, kdy byla ruská expedice na lov kožešin vzata do vazby poté, co odmítla opustit San Pedro; jeden ruský zdroj obvinil "Španěly z krutosti vůči zajatcům a uvedl, že podle Kuskofovy zprávy jeden Aleut, který se odmítl stát katolíkem, zemřel na následky brutálního zacházení, kterého se mu dostalo od věznitelů v San Franciscu."

## Život a mučednictví

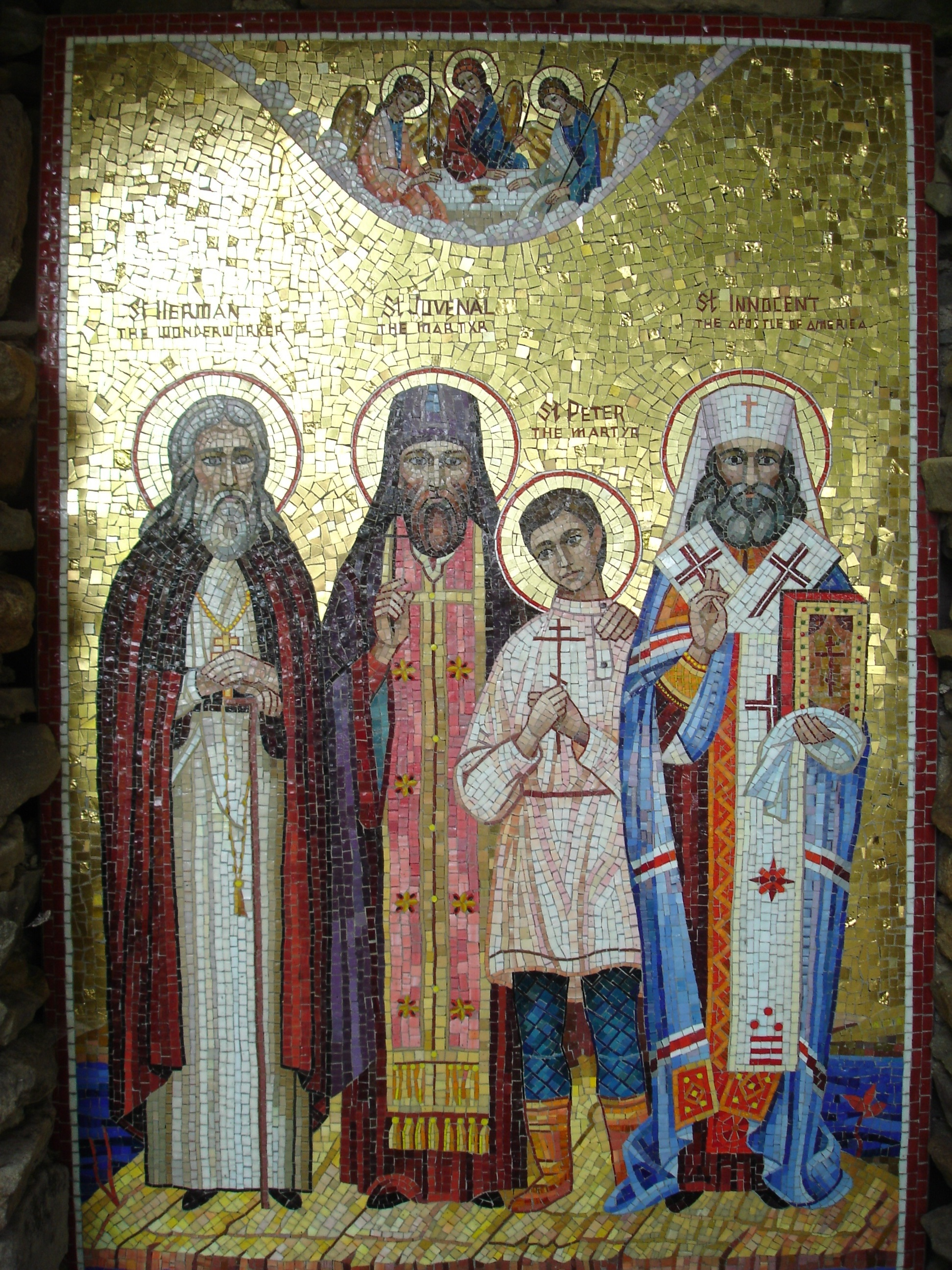
sv. Herman Aljašský, sv. Juvenalij Aljašský, sv. Petr Aleut, sv. Innocenc Aljašský

Podle nejrozšířenější verze příběhu byla v roce 1815 skupina ruských zaměstnanců Ruské americké společnosti a jejich aleutských lovců tuleňů a vyder, včetně Petra, zajata španělskými vojáky, když nezákonně lovili tuleně poblíž San Pedra (které bylo variabilně interpretováno jako buď San Pedro, Los Angeles nebo jako San Pedro y San Pablo Asistencia v Pacifice, v Kalifornii). Podle původního vyprávění je vojáci odvezli k výslechu do „misie v Saint-Pedru“. Jeden ruský zdroj uvádí, že poté, co byli zajati poblíž moderního Los Angeles, byli zajatci převezeni do Mission Dolores – tedy do pozdějšího San Francisca. S hrozbami mučení se římskokatoličtí kněží pokusili donutit Aleuty, aby popřeli svou pravoslavnou víru a konvertovali na římský katolicismus.
Když Aleuti odmítli, katoličtí kněží nechali uříznout palec na každé z Petrových nohou. Petr však stále odmítal vzdát se své víry a neustále během mučení provolával jsem křesťan. Španělští kněží nařídili skupině domorodých Američanů, pocházejících z Kalifornie, aby uřízli každý prst na Petrových rukou, jeden kloub po druhém, a aby mu nakonec, za jeho neustálého volání, že je křesťanem, odřízly obě ruce. Zmrzačeného a ve strašných bolestech jej následně vykuchali, čímž se stal mučedníkem pravoslavné víry. Španělští věznitelé se chystali mučit další Aleuty, těsně předtím jim však byly doručeny z nadřízených míst nové rozkazy k propuštění ostatních ruských a původních aljašských zajatců. Ti následně svědčili o mučednické smrti svatého Petra Aleuta.

## Úcta

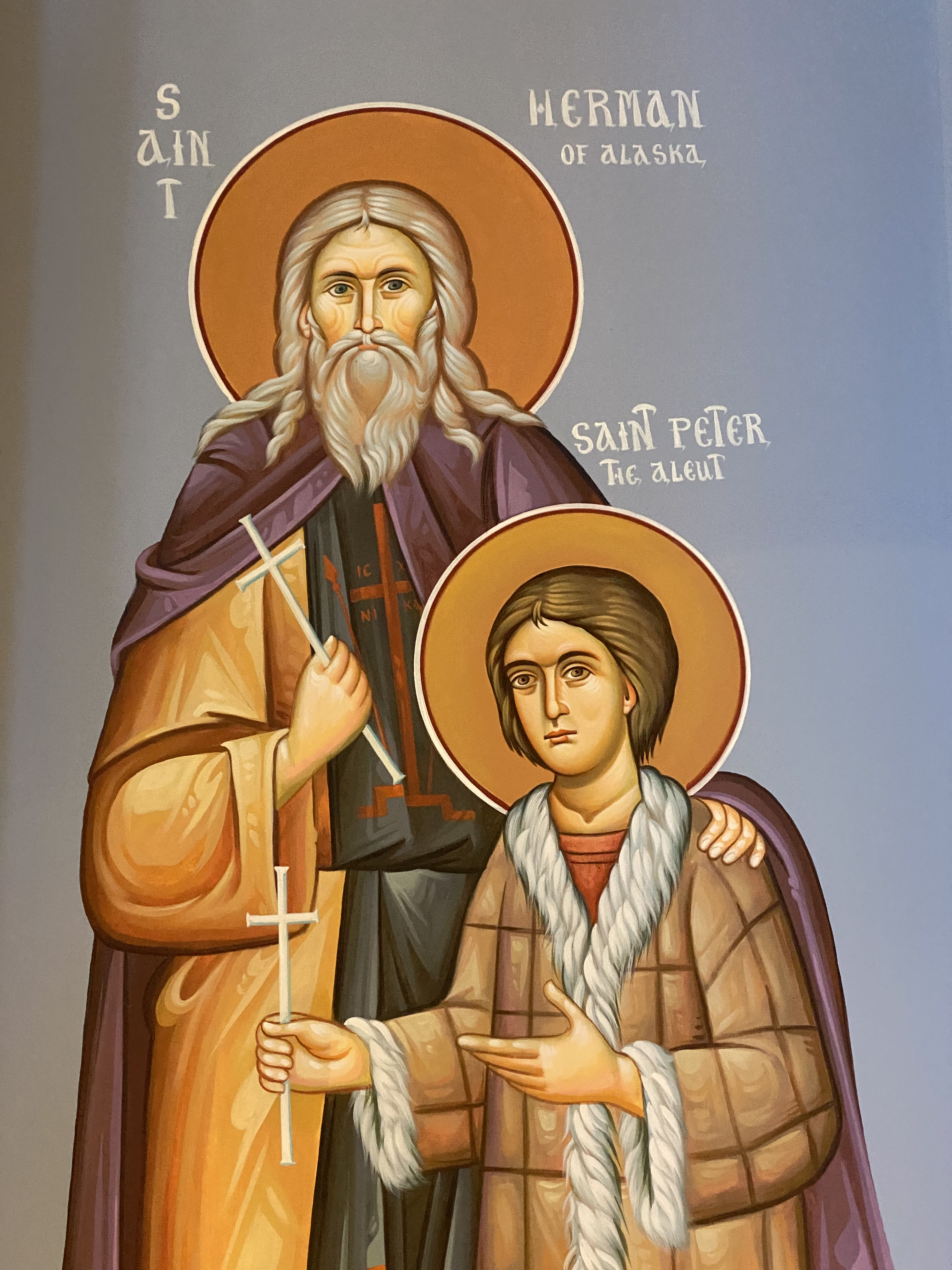
Svatý Herman Aljašský a svatý mučedník Petr Aleut

Podle Yanovského dopisu z roku 1865 byl Herman Aljašský (později také svatořečený) na ostrově Kodiak po obdržení zprávy o Petrově smrti pohnut, aby zvolal: "Svatý novomučedníku Petře, pros Boha o nás!" Petr Aleut byl svatořečen jako svatý ruskou pravoslavnou církví v zahraničí a místně též svatořečen aljašskou diecézí pravoslavné církve v Americe jako mučedník ze San Francisca v roce 1980. Jeho svátek se slaví 24. září nebo 12. prosince. V Severní Americe mu byla zasvěcena řada kostelů, včetně kostelů v Lake Havasu City v Arizoně, Minot, v Severní Dakotě, Calgary, a Abita Springs v Louisianě.